# Hermh
Hermh – polska grupa muzyczna wykonująca symfoniczny black metal. Powstała 1993 roku w Białymstoku. W 1998 roku grupa zawiesiła działalność z dorobkiem dwóch albumów studyjnych. W 2003 roku z inicjatywy wokalisty Bartłomieja Krysiuka zespół wznowił działalność m.in. z udziałem muzyków związanych z grupą Abused Majesty. Tego samego roku zespół podpisał kontrakt płytowy z wytwórnią muzyczną Pagan Records, nakładem której w 2004 roku ukazał się jego pierwszy, po pięcioletniej przerwie, minialbum zatytułowany Before the Eden – Awaiting the Fire. W swej twórczości grupa nawiązuje do mitologii oraz historii wampiryzmu.

## Historia
Zespół Hermh powstał 1993 roku w Białymstoku. W grudniu 1994 roku w Salman Studio muzycy zarejestrowali pierwsze nagrania. Kaseta demo zatytułowana Oremus peccatum (Refaim) ukazała się nakładem wytwórni Witching Hour Productions należącej do wokalisty Hermh – Barta. W 1995 roku ukazał się kolejny album demo pt. Crying Crowns of Trees. Kaseta zawierająca dwa utwory: „Crying Crowns of Trees” i „Hermh”, została nagrana ponownie w Salman Studio. Na wydawnictwie gościnnie wystąpił lider grupy Behemoth – Adam „Nergal” Darski, który zaśpiewał i zagrał na gitarze basowej.
Również w 1995 roku ukazała się kompilacja nagrań pt. Echo. W ramach podpisanego latem 1995 roku kontraktu płytowego z wytwórnią muzyczną Last Epitapth Productions, zespół wydał swój pierwszy album zatytułowany Taran, który ukazał się w 1996 roku. Rok później ukazał się drugi album Hermh pt. Angeldemon. Nagrana w Selani Studio płyta została wydana nakładem wytwórni Pagan Records, z którą grupa podpisała kontrakt rok wcześniej. W 1998 roku grupa została rozwiązana.
W 2003 roku z inicjatywy wokalisty grupy Bartłomieja Krysiuka, będącego jedynym członkiem oryginalnego składu Hermh, grupa została reaktywowana. Skład uzupełnili gitarzyści Socaris i Krzysztof „Derph” Drabikowski, basista Tomasz „Hal” Halicki, perkusista Łukasz „Icanraz” Sarnacki oraz klawiszowiec Wojciech „Flumen” Kostrzewa znany z występów w formacji Asgaard. W styczniu 2004 roku ukazał się pierwszy minialbum grupy zatytułowany Before the Eden – Awaiting the Fire, wydany nakładem wytwórni Pagan Records. Na płycie znalazło się pięć nowych utworów oraz interpretacje utworów „Valhalla” z repertuaru Bathory i „Deathcrush” norweskiej formacji Mayhem. W listopadzie Hermh wziął udział w trasie Black Diamonds Tour w Polsce, podczas której wystąpiły ponadto zespoły Asgaard i Luna Ad Noctum.
29 marca 2006 roku ukazał się trzeci album grupy pt. Eden’s Fire, wydany nakładem Empire Records oraz, w wersji wzbogaconej o teledysk do utworu „Prepare To Revolt”, przez Pagan Records. Obraz do scenariusza wokalisty i lidera Hermh zrealizował Radek „Larry TM” Grabiński, który współpracował również z grupą Closterkeller. Natomiast okładkę wydawnictwa przygotował Tomasz „Graal” Daniłowicz, który współpracował poprzednio z grupami Moonlight, Hate i Artrosis. Pod koniec roku formacja odbyła polską trasę koncertową Torment Tour. Koncerty Hermh poprzedzały zespoły: Blindead, Hell-Born oraz MasseMord. Z kolei 8 grudnia zespół poprzedził występ Cradle of Filth w warszawskim klubie Progresja. W 2007 roku z zespołu odszedł Sarnacki, którego zastąpił Konrad „Zuber” Zubrzycki.
W styczniu 2008 roku ukazał się drugi minialbum zespołu pt. After the Fire – Ashes. Na płycie znalazła się m.in. interpretacja utworu „Black Metal” z repertuaru brytyjskiej formacji Venom oraz cztery nagrania koncertowe. Następnie do zespołu dołączył drugi gitarzysta, Marek „Maar” Przybyłowski. W czerwcu natomiast ukazało się jej pierwsze wydawnictwo DVD The SpiritUal Nation Born wydane w limitowanym nakładzie 666 egzemplarzy przez wytwórnię Witching Hour i Pagan Records. Tego samego roku grupa podpisała kontrakt płytowy z wytwórnią muzyczną Mystic Production, nakładem której ukazał się czwarty album Hermh Cold Blood Messiah. Nagrania zostały zrealizowane w białostockim Hertz Studio we współpracy z producentami muzycznymi Wojciechem i Sławomirem Wiesławskimi. Ponadto w studiu zespołowi towarzyszył trzydziestoosobowy chór. W ramach promocji do utworu „Hairesis” firma Inbornmedia zrealizowała teledysk. W obrazie gościnnie wystąpił syn Krysiuka – Mateusz.

## Muzycy

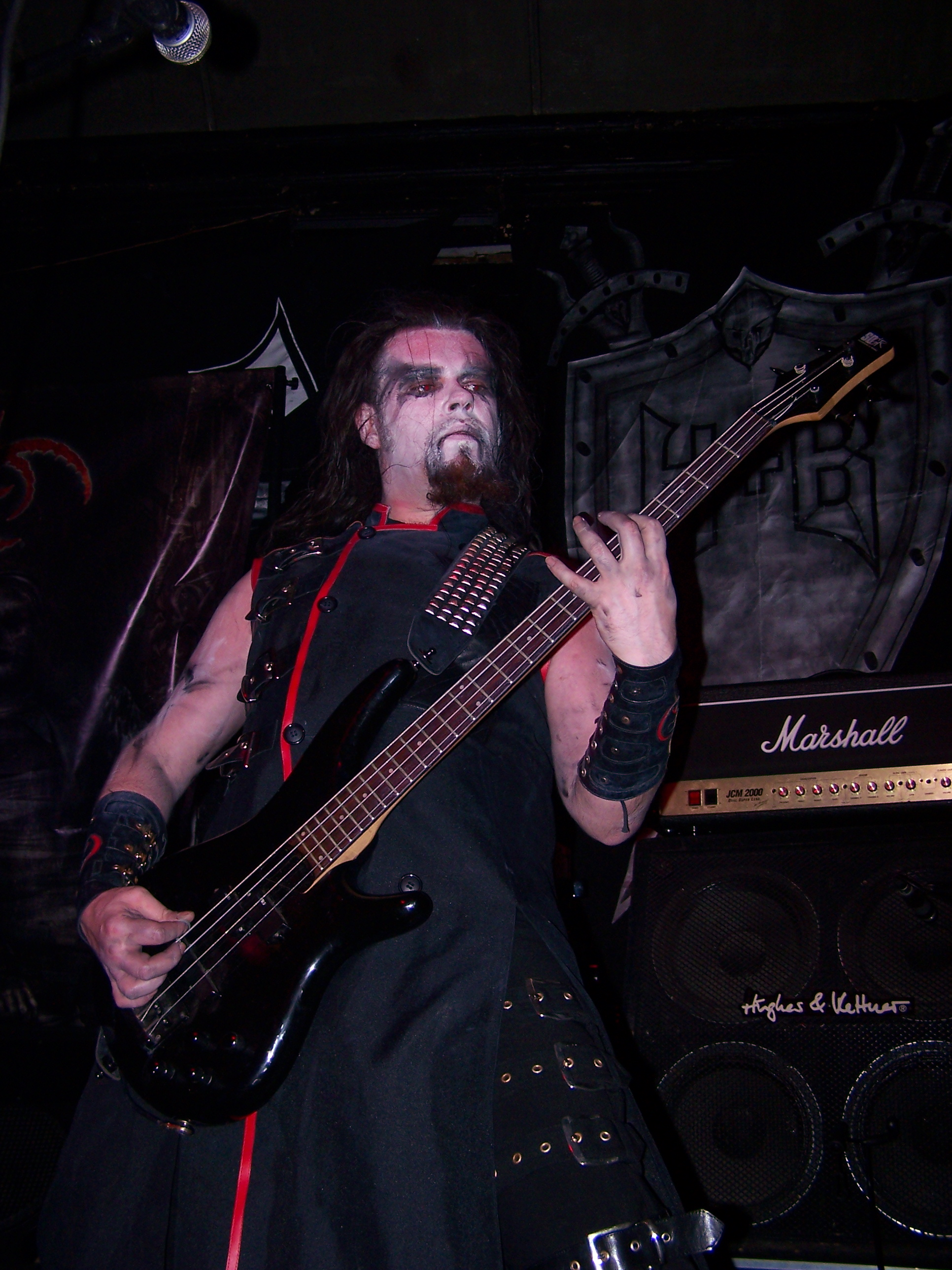
Hal, 1 grudnia 2006

| Obecny skład zespołu - Bartłomiej „Bart” Krysiuk – wokal prowadzący (1993-1998, od 2003) - Adam „Socaris” Wasilewski – gitara elektryczna, wokal wspierający (od 2003) - Marek „Maar” Przybyłowski – gitara elektryczna (od 2008) - Tomasz „Hal” Halicki – gitara basowa, wokal wspierający (od 2003) - Konrad „Zuber” Zubrzycki – perkusja (od 2007) Muzycy sesyjni - Justyna – wokal (1995) - Pieczara – gitara basowa (1993-1994) - Krystian „MacKozer” Kozerawski – gitara elektryczna (2005) - Adam „Nergal” Darski – gitara basowa, wokal wspierający (1995) - Marek Papaj – instrumenty klawiszowe (2008) - Anna „Annie” Turwoń – instrumenty klawiszowe |  | Byli członkowie zespołu - Łukasz „Icanraz” Sarnacki – perkusja (2003-2007) - Maciek Krasowski – perkusja (1993-1994) - Marek „Mark Olo” Oleksicki – perkusja (1995-1998) - Wojciech „Flumen” Kostrzewa – instrumenty klawiszowe (2003-2008) - Marek „Mark” Kutnik – instrumenty klawiszowe (1993-1998) - Bartłomiej Kosacki – gitara elektryczna (1993-1994) - Krzysztof „Derph” Drabikowski – gitara elektryczna (2003-2006) - Wojtek „Voit” Szuba – gitara elektryczna (1993-1995) - Krzysztof „Kriss” Oleksicki – gitara elektryczna (1997-1998) - Marcel – gitara basowa (1997-1998) - Tom – gitara elektryczna (1995-1998) |

## Dyskografia
Albumy

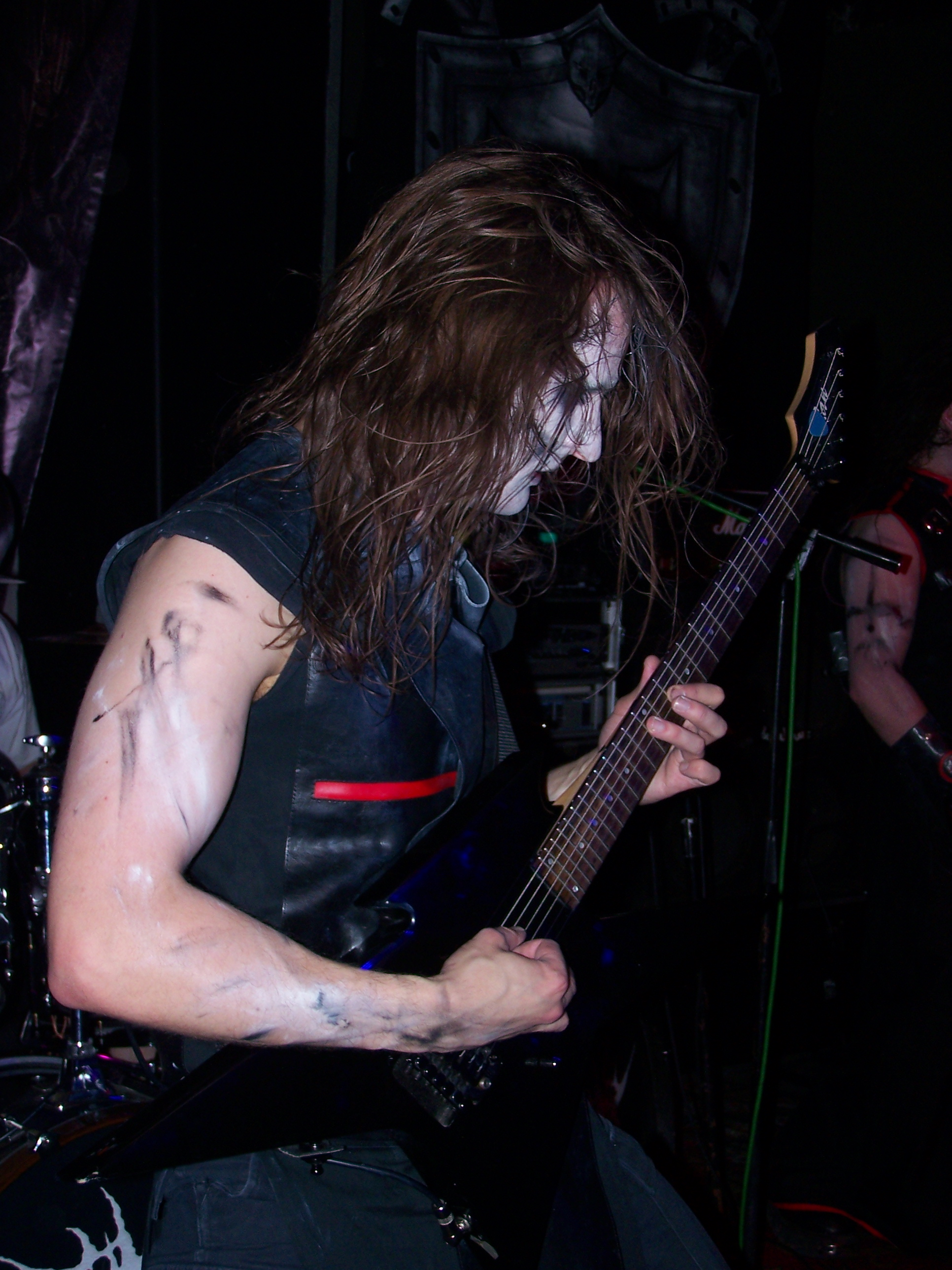
Socaris, 1 grudnia 2006

- Taran (1996, Last Episode, Pagan Records)
- Angeldemon (1997, Pagan Records)
- Eden’s Fire (2006, Empire Records, Pagan Records)
- Cold Blood Messiah (2008, Mystic Production, Regain Records)

Minialbumy
- Before the Eden – Awaiting the Fire (2004, Pagan Records)
- After the Fire – Ashes (2008, Witching Hour Productions, Pagan Records)

Dema
- Oremus peccatum (Refaim) (1994, Witching Hour Productions)
- Crying Crowns of Trees (1995, Witching Hour Productions)

Kompilacje
- Echo (1995, Entropy Records, Pagan Records)

Kompilacje różnych wykonawców
- Czarne zastępy – W hołdzie Kat (1998, Pagan Records)

## Wideografia
- The SpiritUal Nation Born (2008, Witching Hour Productions, Pagan Records)